# Teófilo Dueñas
Teófilo Dueñas Samper, né le 11 août 1946 à Puertollano (Province de Ciudad Real, Espagne), est un footballeur espagnol qui joue au poste d'attaquant durant les années 1970. 
Teófilo Dueñas réalise l'intégralité de sa carrière de footballeur en Espagne et réalise sa plus grande saison en 1970-1971, avec le FC Barcelone, puisqu'il remporte l'édition 1971 de la Coupe du Roi et le dernier match de la Coupe des Villes de foires.

## Biographie
Teófilo Dueñas commence sa carrière au Calvo Sotelo CF en 1966. Il rejoint ensuite le Rayo Vallecano puis joue au FC Barcelone entre 1970 et 1972. Avec le club catalan, il remporte deux trophées et réalise la meilleure saison de sa carrière. Le 22 septembre 1971, il marque les deux buts du Barça, sur deux passes décisives de Marcial Pina, lors du dernier match de la Coupe des villes de foires face aux Anglais de Leeds United (victoire 2 à 1). Il permet également à son équipe d'atteindre la finale de la Coupe du Roi 1971 en marquant un but face à l'Atlético de Madrid. Malgré cette bonne saison avec le club barcelonais, il est transféré en 1972, au Grenade CF. Après cinq saisons passées à Grenade, il termine sa carrière au Palencia CF qu'il quitte en 1979.

## Palmarès
| FC Barcelone - Coupe des villes de foires - Vainqueur final : 1971 - Coupe du Roi - Vainqueur : 1971 |